# IC 2451
IC 2451 је елиптична галаксија у сазвјежђу Рак која се налази на листи објеката дубоког неба у Индекс каталогу.
Деклинација објекта је + 23° 29' 49" а ректасцензија 9h 15m 47,7s. Привидна величина (магнитуда) објекта IC 2451 износи 14,5 а фотографска магнитуда 15,5. IC 2451 је још познат и под ознакама CGCG 121-45, NPM1G +23.0190, PGC 26119.